# Білий Колодязь
Бі́лий Коло́дязь — селище у Вовчанській міській громаді Чугуївського району Харківської області.
Центр Білоколодязького старостинського округу.

## Назва
Місцевість, де розташоване селище (так звані Вовчанські дачі), здавна використовувалася козаками Вовчанської сотні Харківського полку. Тут перебували їхні скотні хутори. Перша писемна згадка про населений пункт відноситься до 1761 року. В описі земель за цей рік сказано, що з 1760 року тут знову стала заселятися слобода Білий Колодязь, у якій тоді налічувалося 30 дворів. Слобода була приватно-власницькою. Населення її досить швидко збільшувалася: через десять років тут мешкало 452 чоловік, а 1790 року — 1647 осіб.

## Географічне розташування
Селище розташоване на початку балки Яр Білий, якою протікає безіменна річка і через 10 км впадає в річку Вовчу, на якій кілька загат. За 4 км знаходяться витоки річки Пільна. На відстані кілометра розташоване село Юрченкове.
Відстань до центру громади, міста Вовчанська:
- по шосе — 14 км;
- по залізниці — 18 км.

У селищі є однойменна залізнична станція, проходить автомобільна дорога Т 2104.

## Населення

### Мовний склад
Рідна мова населення за даними перепису 2001 року:
| Мова       | Чисельність, осіб | Доля     |
| ---------- | ----------------- | -------- |
| Українська | 4 211             | 97,25 %  |
| Російська  | 97                | 2,24 %   |
| Інше       | 22                | 0,51 %   |
| Разом      | 4 330             | 100,00 % |

## Історія
Територія Східної України була заселена людьми ще в добу раннього палеоліту, про що свідчить знайдена стоянка біля села Яремівки Ізюмського району Харківської області.
В часи пізнього палеоліту Східня Європа через зміни кліматичних умов була вкрита льодовиком, а річки, що брали початок з льодовика під час його танення, утворювали долини-тераси вздовж Сіверського Донця. Кам'яні знаряддя того часу виявлено в Богодухівському, Балаклійському та Ізюмському районах. Потім ця місцевість була вкрита морем, що відступило на південь, залишивши великі товщі крейди, які виступають прямо на поверхню. Зокрема, правий берег річки Вовчі, яка протікає в Вовчанському районі поблизу сіл Мала Вовча, Миколаївка, Волохівка, Землянки, Нестерне, Охримівка, — це крейдяні гори з досить крутими схилами.
На території Східньої України знайдено поселення часів неоліту та бронзового віку, досліджувалися пам'ятки скіфів, черняхівської культури, поселення сіверян VIIІ-ІХ ст. З кінця ІХ ст. територія Східної України увійшла до складу Київської держави, а з ХІ століття належала до Чернігівського, пізніше — Переяславського та Новгород-Сіверського князівств.
Монголо-татарська навала, а згодом татарські напади на кілька століть перетворили освоєні землі в безлюдне Дике Поле. Саме тут, між лісами й болотами, проходив сумнозвісний Муравський шлях з Криму на Русь, по якому здійснювали набіги за здобиччю та невільниками кримські та ногайські татари. Для захисту від них на початку XVII ст. серед Дикого поля почали створюватися перші малочисельні укріплені пункти — невеликі фортеці та остроги: Цареборисів (1600), Чугуїв (1638), Салтів (1639), Валки (1646). Активне освоєння цих земель розпочалось у 30-ті рр. XVII ст., а масового характеру дістало під час війни Хмельницького 1648—1657 рр. Тоді на великих територіях сучасного Північного Сходу України переважно мешкали вихідці з Задніпров'я. Поселення, що засновувалися українськими переселенцями, називалися слободами, звідси назва Слобідська Україна, або Слобожанщина (від слова «свобода»), центром якої став Харків, заснований у 1654 р. на злитті річок Харків і Лопань.
У 1674 році козак Мартин Прокопович Старочудний заснував слободу Вовчі Води (з 1776 року — Вовчанськ), яка згодом стає сотенним містечком Харківського козачого Слобідського полку. Землями в ті часи на території сучасного Білого Колодязя користувалися козаки Вовчанської сотні, які заснували неподалік кілька хуторів. Вони несли сторожову службу, займалися землеробством, тваринництвом і приганяли на водопій до колодязя з водою білуватого кольору свою худобу, із-за чого колодязь був названий білим.

### Писемна згадка
Перша писемна згадка про населений пункт Білий Колодязь припадає на 1761 рік.
В описі земель за цей рік сказано, що з 1760 року стала заселятися слобода Білий Колодязь, в якій тоді налічувалося 30 дворів. Слобода була приватно-власницькою. Населення її досить швидко збільшувалася: через десять років тут мешкало 452 особи, а 1790 року — 1 647 осіб. Всі навколишні землі тут належали військовому та державному діячу Російської імперії Івану Симоновичу Гендрикову (1719—1778).
Саме граф Гендріков у тому ж році побудував тут перший храм на честь Іверської ікони Божої Матері, образ якої на грудях, за переказами, спас графа, захистивши його від кулі під час битви. Храм був побудована на місці сучасного шкільного спортивного майданчика. Відомо, що до храму приблизно 1762 року була прибудована кімната, у якій працювала церковно-парафіянська школа.

### У XIX сторіччя
У XIX сторіччі Білий Колодязь і навколишні землі (8 тис. десятин) перейшли у власність генеральської родини Скалонів, а жителі села стали їх кріпаками. Дворянський рід Скалон, який походить від французького гугенота Георгія де Скалона, внесений в родовідні книги Володимирської, Катеринославської, Курської, Подільської, Санкт-Петербурзької і Харківської губерній. За архівними записами із селищем пов'язане ім'я Антона Олександровича Скалона (1804—1899) — штабс-ротмістра Лейб-гвардії уланського полку, дійсного статського радника, камергера. Відомо, що у 1833 році його дружина, майорша Віра Федорівна Скалон (1812—1844) і Катерина Андріївна, уроджена графинею Гендріковою побудували, на іншій стороні колодязя, кам'яний храм, як і раніше в честь Іверської ікони Божої Матері (), який був підірваний більшовиками після 1917 року. Цього ж року образ Іверської ікони Божої Матері, завдяки поміщиці Вірі Федорівні, оброблений в срібну глянцеву ризу і прикрашений алмазами.
У 1834 року А. О. Скалон став дійсним членом Імператорського Московського товариства сільського господарства. А вже у 1836 році влаштував у слободі Білий Колодязь Вовчанського повіту, перший у Харківській губернії цукроварний завод, який працював шляхом холодної вимочки, і постійно дбав про введення нових удосконалень. З 1837 року він — член Комітету, який спостерігає за депо насіння при Товаристві, а з 1839 року член Комітету цукроварів. 1840 року за постійні праці за званням члена Комітету, завідувача дією депо насіння, нагороджений срібною медаллю. Помістив в працях Товариства кілька статей по цукробуряковому виробництву: «О заводской отчетности» («Земледельческий журнал», 1841 рік, № 2, стор. 59); «О ходе свеклосахарного завода, устроенного в Харьковской губернии» («Записки гг. сахароваров», 1838 рік.) і «Опыт над добыванием сахара из кукурузы» (там же, 1839 рік).
Життя селян у Білому Колодязі було дуже тяжким. Поміщик Скалон примушував кріпаків працювати на цукрових плантаціях, які забезпечували сировиною цукровий завод. Щороку під цукрові буряки відводили приблизно 550 десятин землі. Всі роботи з вирощування цієї культури провадилися вручну. Кріпаків, які з тих чи інших причин не виходили на роботу, жорстоко карали. Часто через панщинні роботи їм не залишалося часу для обробітку своїх клаптиків землі, і тому вони змушені були працювати і вночі. Великої шкоди завдавали селянам стихійні лиха — неврожаї і падіж худоби, внаслідок чого часто виникав голод, а також епідемії. 1848 року, протягом липня, у слободі померло від холери 182 людини. 1849 року цинга вразила третю частину жителів, і протягом двох місяців, березня і квітня, померло від неї 127 осіб. Поряд з землеробством, селяни займалися різними промислами, зокрема ткацтвом, чоботарством, лимарством, теслярством та іншими.
На час реформи 1861 року Білий Колодязь був волосним центром Вовчанського повіту. Скасування кріпосного права не поліпшило земельного становища селянства. В їх користуванні залишилося навіть менше землі, ніж було до реформи. Щоб проіснувати, селяни змушені були найматися на завод і в економію Скалонів.
За даними на 1864 рік у власницькому селі мешкало 997 осіб (499 чоловіків та 498 жінок), налічувалось 165 дворових господарств, крім православної церкви та цукрового заводу, існував вівчарний завод, лікарня.
Слобода була центром Білоколодязької волості Вовчанського повіту та Третього поліцейського стану Вовчанського повіту і тут знаходився становий пристав. 1885 року кількість дворових господарств зросла до 250, мешканців — до 1253. Існували три лавки, цегельний та вівчарний заводи, п'ять разів на рік відбувались ярмарки. Хоча у слободі з 1872 року функціонувала церковно-приходська школа з трьома клясами навчання (згодом парафіяльне училище), більшість жителів залишались неграмотніми.
У 1890 році поблизу села було прокладено залізницю, що зв'язувала, зокрема, більшість існуючих тоді цукрових заводів Курської та Харківської губерній. Побудова залізниці дала поштовх для дальшого розвитку цукрової промисловості і взагалі пожвавлення господарської діяльності. 1899 року на цукровому заводі в Білому Колодязі працювало понад 550 постійних робітників. За сезон на заводі робили 181 тисячу пудів цукру.

### XX сторіччя
У 1902 році власник заводу поміщик Скалон вирішив перенести його ближче до залізниці, і на початку 1905 року в Білому Колодязі було споруджено новий цукровий завод, а старий знесено. На новому підприємстві працювало понад тисячу робітників. На інших підприємствах Скалонів, що існували в селі (механічна майстерня, цегельний завод, паровий млин та ін.), працювало 632 робітники. В цей період зосереджувалось 42,6 % постійних робітників всього Вовчанського повіту. За рахунок надвірної радниці Скалон містилася в слободі богадільня на 16 душ чоловік та 19 дружин. З 1903 року працював фельдшерсько-акушерський пункт.
Найгірші умови праці були в економіці. Робочий день в літній період тривав від зорі до зорі, а оплата становила не більше 18 крб. на місяць. В зимовий період робітники одержували в місяць лише 3-4 крб., жінок у цей час зовсім не наймали на роботу. Щоб менше платити, Скалон наймав селян-бідняків з глухих кутків Росії на певний строк. Таких робітників називали строковими. Серед них було багато жінок. «Працювали ми, — згадує про ті часи колишня робітниця М. П. Цвіренко, — по 16-18 годин на добу. Ночували в казармах або сараях. Тут було тісно, брудно, багато робітників хворіло на тиф. Були випадки смерті робітниць і в полі». На цукровому заводі використовувалася дитяча праця. Підлітки працювали на рівні з дорослими, а одержували оплату в 2-3 рази меншу. «Вісім років мені довелося працювати учнем, — писав М. М. Хижняк, один з старих робітників цього підприємства, — бо платили менше». Багато процесів на заводі виконувалося вручну, зокрема буряки терли па тертках. Селяни не мирилися з своїм тяжким становищем і піднімалися на боротьбу проти експлуататорів.
Класова боротьба з кожним роком набирала гостріших форм. На початку 1904 року група робітників цукрового заводу і механічної майстерні в тому числі: І. М. Соболь, К. П. Товолжанський, С. Т. Шевченко та інші, організувала підпільний гурток. Збори членів гуртка провадилися вечорами в хаті слюсаря заводу Л. Т. Сироти. На зборах обговорювали питання про становище робітників, читали проклямації, які привозилися з Харкова, накреслювали заходи по організації політичної аґітації серед робітників. Під виливом соціял-демократичної пропаганди кількість членів гуртка за короткий час зросла до ста людей. Гуртківці розгорнули підготовку до страйку. Пропаганду серед робітників цукрового заводу вели слюсарі В. С. Усов, Л. Т. Сирота та інші, а серед поденних та строкових робітників — І. М. Соболь, К. П. Товолжанський, С. Т. Шевченко.

### Страйки 1905 року
Гуркіт революційних подій 1905 року докотився і до Білого Колодязя.
11 листопада в селі розпочався страйк. Об 11 годині обидві зміни робітників зустрілися біля воріт підприємства. У цей час пролунав заводський гудок (який звучав на початку та кінці праці у цукровому заводі) — сигнал до початку страйку. Понад тисячу робітників припинили роботу. Управитель заводу, що з'явився в оточенні станових і жандармів, почав погрожувати звільненням. Але у відповідь на це виступив представник харківської соціял-демократичної організації з закликом: «Товариші! Не поступайтеся, поки не задовольнять ваших вимог. Не вірте цим павукам!». Цілу ніч у селі було неспокійно.
На світанку 12 листопада в Білий Колодязь прибули ескадрон драгунів і загін солдатів. Вони оточили робітників, які знов зібралися. Але й перед лицем військової сили робітники вистояли. Два тижні вони страйкували і виграли боротьбу. Управитель змушений був задовольнити більшість вимог робітників. Адміністрація заводу зобов'язалася встановити 8-годинний робочий день із збереженням оплати праці, що була до страйку, поліпшити харчування та житлові умови строкових робітників, видати спецодяг, оплатити простої і, головне, — не вживати ніяких репресій проти учасників страйку. Це була велика, хоч і тимчасова, перемога робітників.
У березні 1906 року, коли цукрову сировину було перероблено, адміністрація заводу намагалась анулювати свої зобов'язання перед робітниками, посилаючись на необхідність ремонту заводу. Але робітники застрайкували, і адміністрація змушена була частково задовольнити їх вимоги.

### Перед Першою Світовою та у часи війни
Відомо, що у 1910 році в Білий Колодязь з Америки було доставлено куплений Скалоном за 15 тисяч крб. перший трактор, який працював на кам'яному вугіллі та був завбільшки з паровоз. 1912 року в слободі була створена більшовицька організація робітників цукрового заводу, початок дії якої датується ще 1904 роком, як невеликого таємного гуртка. Керівником був Стратон Данилович Олєйніков.
У 1912 році Василь Григорович Колокольцов (1867—1934) — граф, меценат, голова Вовчанської земської управи, відомий діяч Російської імперії, побудував у Білому Колодязі за проєктом архітектора Костянтина Миколайовича Жукова (1874—1940) нову земську школу, будівля якої стоїть і зараз (нині це Храм Іверської ікони Божої Матері). Архітектор для дітей створив не просто шкільний будинок, а казково-романтичний образ палацу навчання, і не десь там у місті, а в селі. В цей же час закладено і два нових корпуси школи край шляху, що вів на Вовчанськ. Вигнали стіни, але революційні події не дали закінчити будівництво школи.
Після поразки першої російської революції, царський уряд, який прагнув створити собі опору на селі, провів столипінську реформу. На початку ХХ століття у власності Білоколодязького сільського товариства (499 чоловік) знаходилось 1 628 десятин орної і присадибної землі. У серпні 1912 року почалось виділення відрубів. На початку 1914 року 349 господарств одержали відруби, в їх володінні знаходилось 1 572 десятини землі (в середньому 4,4 десятини на господарство). Розмежування селян посилилось. Дуже швидко багато бідняків розорилося, бо збирали низькі врожаї (біля 30 пудів з десятини), а довелося, крім податків, платити за різні борги за землевпорядкувальні роботи і проценти по них. Їх землі за безцінок скуповували багаті селяни. В липні 1915 року робітники заводу знову страйкували і адміністрація була змушена задовольнити ряд їх вимог, зокрема збільшити заробітну плату на 10 відсотків, зменшити штрафи тощо. Цього ж року в слободі відкрита ще одна лікарня.
З початком Першої світової імперіялістичної війни багатьох робітників заводу було мобілізовано в армію і відправлено на фронт. Замість них на заводі Скалона використовували полонених, зокрема австрійців, які працювали в економії і на заводі під охороною козаків до середини 1917 року. Спираючись на козаків, власник заводу жорстоко розправлявся з робітниками, звільняючи кожного, хто виявляв невдоволення умовами праці або був неблагонадійним. А в селі наростало невдоволення війною, тяжким становищем трудящих.

### Після Лютневої революції
Після повалення царизму в лютому 1917 року в Білому Колодязі на мітингу робітників і селян 6 березня було обрано волосну Раду. У травні 1917 року створено земельний комітет, а на цукровому заводі — заводський профспілковий комітет.
Велику тривогу в робітників і селян Білого Колодязя, як і у трудівників інших міст і сіл України, викликав Корніловський заколот. Зібравшись 7 вересня 1917 року на мітинг, вони визнали виступ Корнілова контрреволюційним і ухвалили «всіляко підтримувати Раду робітничих, селянських і солдатських депутатів, вступити в революційну бойову дружину і йти на захист свободи і революції». Звістка про перемогу збройного повстання робітників і солдатів Петрограда швидко долетіли до Білого Колодязя.
Робітники взяли керівництво цукровим заводом в свої руки. Для управління підприємством було створено колегію, головою якої обрали більшовика М. М. Хижняка.

### У часи Української революції
Наприкінці 1917 року у Білому Колодязі намагалися закріпитися сили Української Центральної Ради. У січні 1918 року в Білому Колодязі створено волосний військово-революційний комітет. На цукровому заводі була організована військова дружина робітників, яка одержала з Харкова 250 гвинтівок і чотири кулемети. Тут встановили свою владу більшовики.
Навесні 1918 більшовиків було вигнано ротою німецьких військ та загоном Центральної Ради із сімдесяти осіб.

### Під владою Совітів
В листопаді 1918 року в Білий Колодязь таємно приїхав більшовик М. М. Хижняк. Він скликав на цукровому заводі нелегальні збори робітників, на яких було вирішено відкопати зброю, заховану під час відступу, і створити військовий загін. Сформований за короткий строк загін не допустив вивезення в Німеччину 60 тисяч пудів цукру, що лежав на складах заводу, розгромив гетьманську управу в селі. У грудні 1918 року в Білому Колодязі було відновлено Радянську владу.
На початку 1919 року на цукровому заводі виник комуністичний осередок. До його складу ввійшло 14 осіб — М. М. Хижняк, П. І. Мороз, Й. Д. Білинський, Л. К. Товолжанський, І. П. Петренко, С. Т. Шевченко та інші. Всі комуністи були робітниками заводу і брали активну участь у боротьбі за встановлення і зміцнення Радянської влади в селі. Одним з перших важливих заходів, здійснених з ініціативи комуністів, були збір і відправка на ім'я В. І. Леніна майже 1 100 пудів хліба для голодуючих робітників Москви і Петрограда. Під керівництвом партійного осередку на заводі було організовано ремонт обладнання, комуністи допомагали селянам підготуватися до весняної сівби 1919 року. В механічних майстернях проводився ремонт сільськогосподарських знарядь. На заводі був установлений 8-годинний робочий день. Багато сімей робітників одержали житло. Розпочалися заняття в школі, було відкрито клуб ім. Луначарського.
У квітні 1919 року в місті Вовчанську відбулася Перша повітова конференція селянської бідноти. Було ухвалено рішення ліквідувати тридцять найкрупніших поміщичих маєтків: Скалона в Білому Колодязі, Гендрікова в Графському, Колокольцова у Верхній Писарівці, Боткіна у Плетенівці та ін.
Партійний осередок вживав також заходів до організації збройних загонів для боротьби проти різного роду банд. Так, на території Білоколодязької волості була розгромлена анархістська банда, що тероризувала населення. Комуністи села билися проти денікінців, які 17 червня вдерлися у Білий Колодязь. Настали тяжкі часи для робітників і селян. Білогвардійці відновлювали старі порядки, грабували населення, катували робітників і селян, особливо тих, хто хоч у якійсь формі висловлював свої симпатії до Радянської влади. В кінці 1919 року під ударами Червоної Армії денікінці почали відступати. У Білому Колодязі були відновлені органи Радянської влади, розпочато відбудовні роботи та здійснення соціялістичних перетворень. Цукровий завод був націоналізований і перейшов у власність народу.
Відповідно до закону від 5 лютого 1920 року земля була передана незаможним селянам і біднякам. У травні 1920 року в селі почав діяти Комітет незаможних селян, головою якого довгий час був селянин-бідняк П. С. Кухтенко. З перших днів свого існування КНС справляв значний вилив на політичне і громадське життя села. Комнезам провів значну роботу по утвердженню і зміцненню соціялістичних завоювань: організовував фінансову допомогу школам і вчителям, культурно-освітню роботу, вів активну боротьбу з бандами, з спекулянтами і розкрадачами народнього добра. В листопаді 1920 року за рішенням громадських організацій села у куркулів були вилучені значні лишки зерна, які передано у фонд Червоної Армії і для потреб сімей червоноармійців та незаможників. Значно поліпшено роботу робітничого кооперативу «Надія». Комуністи за допомогою комсомольців і жінок-селянок відкрили в селі будинок для дітей-сиріт, батьки яких загинули в період громадянської війни. Було створено також пункти лікнепу і школи малописьменних. У 1920-1921 рр. навчальний процес в усіх школах Вовчанського повіту був перебудований, введено обов'язкове чотирикласне початкове навчання.
Велика увага приділялась підготовці до пуску цукрового заводу. 1921 року при заводі було відкрито школу ФЗУ. З 1922 року завод почав виконувати плани переробки цукрової сировини. 13 серпня того ж року на прохання робітників цукрозавод був названий ім'ям Г. І. Петровського. За успішне проведення сезону 1922 року Харківське відділення цукротресту визнало колектив цукрового заводу ім. Петровського кращим і нагородило перехідним Червоним Прапором.
Згідно адміністративної реформи 1923 року в складі Харківської округи було створено Білоколодязький район. До нього увійшли Білоколодязька волость і частини Волохівської, Червоноармійської і Вільховатської волостей колишнього Вовчанського повіту. Район розформовано в кінці 1929 року.
Рік у рік цукровий завод збільшував випуск цукру. Якщо в 1923 році за добу тут виробляли 5 тис. пудів продукції, то в 1924 році — 7,2 тис. пудів, а в 1925 році колектив підприємства за добовим виробництвом цукру перевищив показники 1919 року. Це дало можливість висунути перед колективом робітників та інженерно-технічних працівників нове завдання — не тільки збільшувати випуск продукції, а й добиватись зниження її собівартості.
Важливу роль у справі розширений посівів цукрових буряків для повного забезпечення заводу сировиною на виробничий сезон відігравав Комітет незаможних селян. Він дбав про заготівлю добрив, виділяв кредити для придбання кондиційного насіння, техніки тощо. Питання про одержання високих урожаїв цукрових буряків часто обговорювалося на загальних зборах і зборах активу КНС. У вересні 1925 року Г. І. Петровський відвідав Білий Колодязь і виступив перед робітниками.
За рішенням комнезаму в 1925 році група селян була відряджена на навчання у Слов'янський технікум і вечірній робітфак, до фінансово-економічного інституту і на курси у Вовчанськ, в радпартшколу і в сільськогосподарський інститут. Значну увагу приділяв КНС передвиборній кампанії по виборах до місцевих органів влади. На кінець 1925 року в Білому Колодязі було створено кілька невеликих сільськогосподарських артілей і ТСОЗів. Комуністи роз'яснювали селянам переваги колективного господарювання перед індивідуальним, вели підготовку до переходу трудівників села на соціялістичний шлях.
У період 1926-1927 років завдяки завідувачові семилітньої школи Пантелеймону Бондаренкові починається навчання у новій школі на вулиці Вовчанській для 5-7 клясів. Саме П. В. Бондаренко розбирає один корпус недобудованої школи за селом, і цього будівельного матеріалу вистачає, щоб добудувати цю нову школу. Школа мала два поверхи: на першому навчальні класи, на другому — житлові кімнати для вчителів. Працювала їдальня, був спортивний майданчик, кабінети були облаштовані меблями, цукровий завод виділив поблизу землі для ділянок під огородину. І обов'язково за старою козацькою традицією викопали колодязь, який зберігся до сих пір. 1-4 класи в той час навчалися у центрі села у школі, яку збудував Колокольцов.
У 1928 році створено хлібоприймальний пункт «Заготзерно», першим директором якого був Ф. В. Олексієнко. Із розповідей старожилів відомо, що від початку — це було господарство, куди селяни, організовані у ТОЗи та СОЗи (комуни зі спільного обробітку землі), звозили вирощене збіжжя. Робітники підприємства «Заготзерно» вручну розвантажували зерно з возів (у мішках) та засипали його у комори (амбари). У роки, коли Федір Васильович очолював Білоколодязький хлібоприймальний пункт «Заготзерно», були збудовані перші складські приміщення місткістю 12,8 тис. тон.
У червні 1929 року в Білому Колодязі відбулася визначна подія. На центральній площі, де зібралося понад 10 тисяч трудящих з Вовчанського району, в урочистій обстановці було підписано договір на соціялістичне змагання між Харківською і Донецькою округами. Хлібороби включилися у боротьбу за масове створення кооперативних господарств, підвищення врожайності всіх сільськогосподарських культур, піднесення матеріяльного рівня всіх трудівників.

У 1929 році всі селяни Білого Колодязя вступили у ТСОЗи. Вони звернулися з закликом до створення колективних господарств в усіх селах України. В їхньому листі до газети «Комуніст» зазначалось:
|  | Без створення великих культурних господарств ми труднощів не ліквідуємо. Отож, ідучи за вказівками вашого керівника – Комуністичної партії, ми, селяни Білого Колодязя, цілим селом вирішили організувати два ТСОЗи: один – ім. Сельінтерну, другий – "Червона Україна". Замість 242 розпорошених дрібних господарств у нас тепер буде два ТСОЗи, що об'єднуватимуть 1 870 га землі. Днем початку існування наших ТСОЗів ми вважаємо 2 вересня – день колективізації нашої країни… Ми твердо переконані, що ще рік, два, три – і вся Україна вкриється великими соціялістичними господарствами. |

На почин селян Білого Колодязя відгукнулися тоді сотні сіл Радянської України. Газета «Комуніст» широко популяризувала лист загальних зборів білоколодязьких селян, друкувала відгуки і розповіді про хід колективізації. 1930 року обидва ТСОЗи в Білому Колодязі об'єдналися і поклали початок сільськогосподарській артілі «Червоний селянин», яку в 1934 році перейменовано в колгосп ім. Кірова. Куркулі всіляко намагалися зірвати перехід селян на шлях колективізації. В Білому Колодязі вони підпалили кілька хат активістів колгоспного руху, скирт необмолоченої пшениці, сіна і соломи, що належали артілі.
Важливу роль у зміцненні колгоспів Білого Колодязя і навколишніх сіл відіграло створення у 1929 році МТС. На початку 1930 року вона налічувала 89 тракторів, 46 молотарок та інші машини і причіпні знаряддя. Уже наступного року МТС виконувала значний обсяг найбільш трудомістких робіт у сільськогосподарських артілях. Рік у рік рівень механізації праці в колгоспному виробництві неухильно збільшувався. 1930 року в Білому Колодязі розпочато реконструкцію цукрового заводу і створено радгосп з вирощування насіння цукрових буряків для бурякосіючих колгоспів і радгоспів зони заводу. Після реконструкції завод перетворено у комбінат, який було названо Першим Петровським цукровим комбінатом. 1938 року він переробляв за добу 11,2 тис. ц сировини. У передвоєнний період на заводі була велика партійна організація (137 членів і кандидатів у члени партії), що успішно мобілізувала колектив підприємства на виконання планів виробництва цукру для потреб країни.
У Білому Колодязі у передвоєнний період сталися величезні зміни в культурному житті трудівників. На кінець 1930 року було повністю ліквідовано неписьменність серед селян. Тут працювали курси по підготовці молоді до вступу на робітфаки та у виші. На курсах навчалося близько ста людей. 1931 року при МТС створено робітфак, який готував молодь до вступу в Харківський інститут механізації сільського господарства. В селі було запроваджено обов'язкове навчання для дітей шкільного віку, відкрито клуб, кінотеатр, літній театр, завершено радіофікацію. З кожним роком поліпшувалося життя трудящих, воно ставало дедалі заможнішим і культурнішим. Якщо до 1917 року в Білому Колодязі працював лише один лікар і один фельдшер, то в 1941 році тут було п'ять лікарів і 20 осіб іншого медичного персоналу. Лікарня мала стаціонар, поліклінічне і пологове відділення. 1931 року в селі відкрито аптеку.
Село постраждало внаслідок Голодомору-геноциду українського народу, проведеного урядом Союзу РСР в 1932—1933 роках, кількість встановлених жертв становить 230 людей.
У 1938 році Білий Колодязь було віднесено до категорії селищ міського типу.
Більшість населення становили робітники і службовці, які працювали на цукровому комбінаті, в механічній майстерні, на цегельному заводі, в МТС. Завдяки впровадженню механізації у сільськогосподарське виробництво колгоспи і радгоспи зони діяльності Білоколодязької МТС рік у рік збільшували урожайність зернових і продуктивність тваринництва. 1939 року вони були учасниками Всесоюзної сільськогосподарської виставки у Москві.

### Період Другої Світової. Окупація та звільнення
В перші ж дні нападу гітлерівської Німеччини на Радянський Союз близько тисячі комуністів і комсомольців, а також безпартійних робітників і колгоспників Білого Колодязя пішли в ряди Червоної Армії, ставши на захист своєї соціялістичної вітчизни.
Щоб успішно виконати зобов'язання перед державою і допомогти країні, трудівники Білого Колодязя з ще більшою енергією взялися за роботу. Для збирання врожаю в МТС були терміново підготовлені 22 комбайнери, 50 трактористів, переважно з числа жінок.
Колгосп і радгосп в 1941 році зібрали непоганий врожай зернових. Значну частину хліба було передано державі для потреб армії і народу. На цукровому комбінаті для потреб армії було негайно налагоджено виробництво концентратів. Селищна Рада депутатів трудящих і партійна організація вживали заходів по організації загонів народних месників. Створений загін налічував 120 людей. Його бійці налагодили охорону заводу, залізничної станції. З вересня 1941 року в селищі були розміщені польовий госпіталь, аеродром, армійські склади. Жителі всіляко допомагали військовим організаціям в їх роботі, особливо госпіталю, де знаходилися на лікуванні поранені радянські воїни.
З наближенням фронту білоколодязькі цукровики частину устаткування комбінату евакуювали в міста Джамбул (нині Тараз) Казахської РСР і Токмак (Токмок) Киргизької РСР. По-братньому прийняли трудівники Середньої Азії своїх українських друзів, створивши їм необхідні умови для розгортання виробництва, а також нормального життя і побуту.
11 червня 1942 року війська нацистської Німеччини та її союзників окупували Білий Колодязь. Напередодні в районі селища відбулися запеклі бої. На полі бою лишилися вбиті і поранені червоноармійці. Жителі села поховали загиблих, а тяжко поранених бійців перенесли в будинок колгоспниці М. І. Ягнюк. В умовах окупації радянські патріоти, переховуючи поранених, лікували їх. Але не всіх бійців вдалося врятувати. Фашисти знаходили поранених і кинули їх у табір.
В період окупації у східній частині Вовчанського району діяли партизанські загони. Одним з добровольців загону № 13 був житель Білого Колодязя, комуніст В. М. Рябчинський. 4 грудня 1941 року він разом з іншими партизанами допоміг перейти лінію фронту 215-му стрілецькому полку (командир — підполковник Кашляєв). Під час переходу лінії фронту полк несподівано для ворога оточив село Рубіжне і захопив його. В бою було вбито понад 100 фашистських солдатів і офіцерів, а партизани В. М. Рябчинський і М. В. Синельник знищили дві гармати ворога. Активно діяв у цих місцях партизанський загін під командуванням І. А. Шепелева, який до війни працював інструктором Вовчанського райкому партії. Учасником цього загону був житель Білого Колодязя І. С. Шевченко.
У листопаді 1942 року група партизанів цього загону замінувала і підірвала залізницю на перегоні Вовчанськ-Білий Колодязь. Партизани завдали чималих втрат ворогові, порушуючи зв'язок, комунікації тощо. Фашисти кинули проти них значні військові сили. 25 листопада 1942 року карателям вдалося оточити народних месників у селі Стариці. Два дні тривав жорстокий бій, під час якого героїчно загинув начальник штабу загону № 13 В. М. Рябчинський. Трагічно склалася і доля партизана І. С. Шевченка. Після бою, вночі, він прийшов у Білий Колодязь на розвідку. Але один з місцевих прислужників фашистів видав його поліцаям. Кілька днів І. С. Шевченка катували в поліції, а потім відправили в гестапо, де 3 грудня 1942 року його розстріляли.
1946 року на кошти населення в Білому Колодязі було встановлено пам'ятник воїнам, які загинули в боях.
Під час окупації Білого Колодязя гітлерівці вчинили криваву розправу над радянськими активістами. Вони розстріляли і закатували 15 жителів — літнього колгоспника, одного з організаторів комнезаму в селі К. І. Мирошниченка, вчителя І. С. Чекмарьова, комсомольців В. І. Куценка, І. М. Рубана та інших.
На примусові роботи до Німеччини було вивезено тридцять жителів.
Відступаючи з Білого Колодязя, окупанти заподіяли йому великої шкоди. Були зруйновані середня школа, вокзал, заводські склади, під'їзні шляхи, літній театр, пошкоджений клуб, знищені парк і ліс на площі 15 га. Фашисти спалили близько 100 будинків. Вони намагалися висадити в повітря і цукровий комбінат, але радянські воїни-розвідники вчасно перехопили ворожих підривників і знешкодили їх.
Збитки, заподіяні Білому Колодязю нацистськими загарбниками, тільки по заводу, радгоспу, МТС і механічній майстерні становлять більш як 41,9 млн крб.

### Повоєнні роки
До середини серпня 1943 року Білий Колодязь перебував у прифронтовій смузі.
Попри це, колективи радгоспу і колгоспу ім. Кірова провели весняну сівбу і зібрали врожай з площі 2 654 га. Вони значно перевиконали встановлений план хлібозаготівель. Відразу ж після визволення селища в ньому почали розгортатися відбудовні роботи. В цьому ж році відновив свою роботу хлібоприймальний пункт «Заготзерно». Відповідно до архівного документу, а саме наказу від 28 серпня 1943 року № 1 Білоколодязького пункту «Заготзерно», зокрема, пп.1-2 зафіксовано факт вступу на посаду директора Д. Т. Вирвикнета та затверджено штат працівників, а ось п.3 всіх працівників зобов'язано «…прийом зерна здійснювати від зорі до зорі щоденно». У повоєнні роки складські місткості підприємства «Заготзерно» були збільшені до 30 тис. тонн.
Цукровий комбінат було пущено в дію в 1944 році. В тому ж році стали до ладу механічна майстерня, електростанція, водокачка, лазня. Відновили свою діяльність культурно-освітні заклади — школи, клуб, кінотеатр, радіовузол. Одночасно йшла відбудова МТС. 1950 року вона мала 73 трактори, які виконували всі основні сільськогосподарські роботи в колгоспах. У цьому ж році 13 тракторних бригад МТС перейшли на госпрозрахунок. Тоді ж у Білому Колодязі збудовано новий хлібоприймальний пункт, а через три роки маслозавод і пункт по відгодівлі великої рогатої худоби та свиней. Робітники МТС допомогли механізувати тваринницькі ферми колгоспу ім. Кірова. Механічне доїння корів було запроваджено на всіх фермах радгоспу. «Раніше, — розповідає доярка відділення радгоспу П.Васюхнова, — ми доїли вручну 10-11 корів, а тепер одна доярка почала обслуговувати 25 корів, працювати стало значно легше». У квітні 1960 року колгосп ім. Кірова увійшов до складу радгоспу.
В післявоєнні роки швидко нарощувалася потужність цукрового заводу. Якщо в 1951-1952 рр. середньодобова переробка буряків становила 13 тис. центнерів, то в 1965 році вона доведена майже до 22 тисяч. Усі виробничі процеси на заводі були механізовані й автоматизовані. Завдяки інтенсифікації робота апаратів у період виробництва цукру з буряків була зменшена до 20 годин. Все це сприяло підвищенню продуктивності праці.
Трудящі Білого Колодязя наполегливо працювали над виконанням завдань, поставлених урядом, по дальшому піднесенню сільського господарства. 1964 року на комбінаті розгорнулося змагання за право називатись підприємством комуністичної праці. Попереду був колектив цукрового комбінату, який у цьому році виробив 30 тис. ц цукру, перевиконавши планове завдання. За багаторічну бездоганну роботу, систематичне перевиконання виробничих завдань, при високій якості роботи шести бригадам комбінату, якими керували П. М. Логвінов, Ф. Е. Гаврюшенко, І. С. Харьковщенко, П. С. Литовченко, М. Т. Ягнюк, І. В. Носов, присвоєно звання колективів комуністичної праці.
Безпосередньо в цехах працювало 79 комуністів, у цукрорадгоспі — 76 ос., а в механічній майстерні — 14 ос. Серед трудівників підприємства провадилася широка пропаганда і вивчення марксистсько-ленінської теорії. В економічному семінарі, яким керував комуніст начальник зміни В. М. Шило, — 34 слухачі. Всі вони працювали в одній зміні.
Нарощував виробничі потужності і маслозавод. Він за добу виробляв 40 ц масла і понад 50 ц інших молочних продуктів. Одним з великих промислових підприємств селища був також авторемонтний завод. Він забезпечував ремонт автомашин і автомобільних двигунів, виготовляв запасні частини для сільськогосподарських машин. Підприємство працювало ритмічно, перевиконуючи встановлені завдання. Тут було багато раціоналізаторів. Серед них — кадровий робітник комуніст П. І. Триньов. За два роки він вніс 10 раціоналізаторських пропозицій, навчив токарній справі 15 молодих робітників.
У 1958 році в Білому Колодязі організовано автобазу. Уже в 1964 році колектив цього підприємства перевіз зерна, силосу, цукрових буряків та інших вантажів близько 1 млн тон. Серед працівників автобази — 45 комуністів, причому 42 з них працювали водіями і слюсарями. 47 працівників удостоєні звання ударників комуністичної праці. На початок 1965 року на автобазі працювало 230 людей.
1964 року запрацювали потокові лінії з приймання зернових культур хлібоприймального пункту «Заготзерно». Багато передових людей селища брали участь у роботі Білоколодязької селищної Ради депутатів трудящих. Великим авторитетом і повагою серед виборців користувалися депутати — компресорник молокозаводу А. Г. Чернобай, вчителька М. С. Огулькова, пенсіонер Г. К. Нестайко.
У 60-70 рр. селище поступово набирає вигляду промислового міста. Понад 3,2 тисячі жителів було зайнято на промислових підприємствах, в торгівлі, на транспорті. 70 % з них працювало на 1-му Петровському цукровому комбінаті. Селище підключено до Харківської енергосистеми. Прокладено асфальтовані дороги. У селищі в післявоєнні роки збудовано пів тисячі житлових будинків. Тільки цукрокомбінат спорудив 4 107 м² житлової площі. В селищі з'явилося 12 нових вулиць, на яких поставлено 28 водорозбірних колонок, збудовано приміщення універмагу, функціонували магазин готового одягу, культтоварів, продовольчі магазини, чайна, їдальня на цукрозаводі. Відкрито дві швейні, дві взуттєві та слюсарну майстерні, нову лазню.
Жителі селища широко користувалися радіоприймачами, телевізорами, сучасними побутовими приладами. Велосипеди і мотоцикли мали більшість робітників і службовців. Майже кожна сім'я передплачує газети і журнали.
У Білому Колодязі працювало кілька бібліотек. Найбільша з них була бібліотека цукрокомбінату. Її книжковий фонд перевищував 14 тис. томів. Бібліотеки провадили широку масову роботу: читацькі конференції, літературні вечори, диспути, зустрічі з письменниками, старими більшовиками — учасниками Жовтневої революції і громадянської війни, з учасниками Великої Вітчизняної війни. Вечорами і у вихідні дні відбувалися масові спортивні змагання, а також концерти художньої самодіяльності.
Багато було зроблено для дітей. Вони виховувалися в дитячих садках і яслах. На березі ставка збудовано піонерський табір.
У жовтні 1967 року на святкування 50-ї річниці Жовтневої революції відкрито приміщення середньої загальноосвітньої політехнічної школи, яке збудоване під керівництвом директора Андрія Михайловича Арестова. В школі навчалося понад тисячу учнів і викладало 60 учителів. Тут же розміщено вечірню середню школу робітничої молоді.
У тому ж році збудований цегельний завод цукрового комбінату. 1970 року розпочалося будівництво ремонтного заводу. 1977 року розпочалося будівництво комбікормового заводу. 1979 року на базі підприємства «Заготзерно» розпочалося будівництво Білоколодязького елеватора місткістю — 102,2 тис. т (нині загальна зернова місткість елеватора становить — 111,8 тис. т). 1980 року здано в експлуатацію першу чергу хлібопереробного виробництва на 50 тисяч т зерна. 1982 року повністю завершені будівельні роботи. Доставку зернових до елеватора забезпечували господарства регіону, у їх числі: з Вовчанського, Великобурлуцького, Печенізького, Харківського районів.
У 1985 році почала проводитися політика «перебудови».
Кульмінацією демократичних процесів у суспільстві стало відновлення незалежної української держави в 1991 році. Це дало можливість новій державі самостійно створювати своє майбутнє. Як і вся Україна, Слобожанщина прийшла в найжорстокішу всеосяжну кризу. Звалилася індустрія регіону. Збанкрутувало і було закрито більшість підприємств і заводів Білого Колодязя.

### Відновлення незалежности
Після проголошення незалежності України селище опинилося на кордоні з Росією, тут було обладнано відділ прикордонної служби «Білий Колодязь», який знаходиться у зоні відповідальності Харківського прикордонного загону Східнього регіонального управління ДПСУ.
Основний удар було завдано по економіці. З 2 січня 1992 року ціни пішли у вільне плавання. Колишня соціалістична система господарювання почала швидко руйнуватися, але нормальна ринкова економіка ще не виникла. Почався хаос, який збільшувався розривом внутрішньосоюзних господарських зв'язків. Народ швидко зубожіє. 1993 рік у економічному плані став ще гіршим за попередній. Саме тоді в Україні була зафіксована гіперінфляція — ціни виросли на 10 тисяч відсотків.
У 1993 році в селищі ще працювали: авторемонтний завод, комбікормовий завод, маслозавод, цукровий завод з чотирьома відділеннями: Білоколодязьке, Землянське, Кіровське і Волохівське; відгодівельний пункт, рибгосп, сільгоспхімія, паливний склад, хлібокомбінат, хлібоприймальний пункт, елеватор, дві середні школи та інтернат.
У 1994 році в приміщенні старої школи, збудованої В. Г. Колокольцевим, утворилася церковна громада. Основну роботу з облаштування храму взяли на себе настоятель храму ієрей отець Іоанн Остапович та цукровий завод ім. Петровського в особі директора В. О. Симоненка і головного інженера О. О. Кулінічєва.
Станом на 1 січня 1995 р. загальна площа Білоколодязької селищної ради становила 83,915 тис. м², 165 сільських дворів та 5 253 чол. населення.
У липні 1995 року Кабінет Міністрів ухвалив рішення про приватизацію цукрового заводу і бурякорадгоспу, що знаходилися в селищі (у лютому 2003 року почався розгляд справи про банкрутство заводу).

### Сучасність
У 2000 році вперше після майже 10 років спаду економіка почала зростати. Здебільшого цьому сприяла девальвація гривні, яка на той час впала до 5,5 за долар. 2004 року темпи зростання ВВП пішли на рекорд — 13 %. Ніколи ні до, ні після українська економіка такими темпами не росла. З осені різко були підняті пенсії та інші соціяльні виплати.
Після виходу з ладу тепломереж у січні 2001 року (що офіційно набув статусу надзвичайної ситуації) Кабінет Міністрів України виділив 660 тис. гривень на ліквідацію наслідків аварії.
За даними перепису 2001 року чисельність населення становила 4 330 чол.
У 2009 році на цукровому заводі з'явилося нове керівництво, завод отримав нову назву — "товариство з обмеженою відповідальністю «Сільськогосподарське підприємство „Білий Колодязь“»" і новий шлях розвитку. Протягом року компанія збільшила виробництво цукру, знизила витрати виробництва за рахунок модернізації обладнання, знизила витрати на лоґістику (завод має власне сховище готової продукції з залізничними послугами) і вартість сировини.
Станом на 1 січня 2013 року чисельність населення становила 3 988 людей.
Влітку того ж року рішенням Вовчанської райради Білоколодязька загальноосвітня школа І-ІІІ ступенів була реорганізована у навчально-виховний комплекс, а у школі було організовано дошкільний навчальний заклад.
Навесні 2014 року на ТОВ «СП „Білий Колодязь“» зайшов новий інвестор — депутат Харківської облради Віктор Звєрєв, і відразу розпочалася активна модернізація обладнання цукрового заводу, що востаннє проводилася аж 2005 року. З відновленням підприємства не лише пожвавилося життя в селищі та отримали роботу сотні місцевих жителів, повнішою стала і скарбниця селищної ради, куди підприємство відраховує податки. До того ж і керівництво підприємства, і інвестор всіляко допомагають владі селища втілювати в життя плани соціяльно-економічного розвитку. За активної підтримки підприємства у селищі неодноразово влаштовувалися масові культурні заходи.
Відповідно до Закону Про засудження комуністичного та націонал-соціялістичного (нацистського) тоталітарних режимів в Україні та заборону пропаганди їхньої символіки, на виконання розпорядження селищного голови від 21 грудня 2015 р. у селищі в 2016 році було перейменовано багато вулиць та провулків. Так, наприклад, вулицю Радянську перейменували на Верхню, вулицю Кірова — на Іванівську; провулок Леніна став Сонячним, вулиця Ватутіна — провулком Грушевського; а центральній вулиці дали ім'я Героїв України.
У квітні 2016 року на честь Міжнародного дня пам'яти Чорнобильської трагедії у сквері біля будинку культури пройшла церемонія відкриття пам'ятного знаку учасникам ліквідації наслідків аварії на Чорнобильській АЕС, який було встановлено на місці знесеного цього ж року пам'ятника В. І. Леніну.
У 2017 році за декілька місяців був збудований і розпочав свою роботу новий елеватор ємністю зберігання 110 тис. т, який оснащений сучасним очищувальним та сушильним обладнанням. Найсучасніше обладнання европейських виробників, повна автоматизація технологічного процесу, вигідне розташування, зручне транспортне сполучення до комплексу, дають можливість припускати повне завантаження потужностей елеватора з моменту його відкриття. Новий елеватор сприяє веденню прибуткового аграрного виробництва приватними господарствами Вовчанського району, які мають змогу реалізовувати своє збіжжя за вигідними цінами та сучасними стандартами обслуговування.
16 січня 2018 року згідно Закону Про добровільне об'єднання територіальних громад у приміщенні актової зали навчально-виховного комплексу відбулись громадські обговорення щодо створення ОТГ з адміністративним центром у селищі, де розглядали ініціятивну пропозицію селищної ради щодо добровільного об'єднання територіяльних громад Білоколодязької селищної ради, Іванівської, Котівської, Новоолександрівської, Петропавлівської, Пільнянської та Юрченківської сільрад. Усі присутні одноголосно підтримали ініціативу об'єднання та створення ОТГ. У тому ж році рішенням Вовчанської райради Білоколодязький навчально-виховний комплекс був реорганізований у ліцей, а за підтримки Німецького товариства міжнародного співробітництва біля школи було збудовано новий спортивний майданчик.
12 червня 2020 року, відповідно до розпорядження Кабінету Міністрів України про визначення адміністративних центрів та затвердження територій територіальних громад Харківської області, а 17 липня, в результаті адміністративно-територіяльної реформи та ліквідації колишнього Вовчанського району, селище увійшло до складу новоствореної Вовчанської міської територіяльної громади Чугуївського району.
Відповідно до Закону Про порядок вирішення окремих питань адміністративно-територіального устрою України, який набув чинності 26 січня 2024 року, усі населені пункти, що мали статус «селища міського типу», «автоматично» стають селищами. Отже, Білий Колодязь став одним з 59 селищ Харківської області, які отримали новий статус.

### Вторгнення росіян в Україну
В перший день повномасштабного вторгнення на територію України, о 5:50 24 лютого 2022 року російські війська порушили державний кордон, окупувавши Вовчанську громаду і селище зокрема. Перший місяць вторгнення люди провели у повній тривозі та страху. «Асвабаждєніє» людей від дому над головою, електрики, води та Інтернету не давало можливості знати про себе за межі окупованої громади, про що згадувалось у вірші одного з місцевих жителів.
О 12:48 7 квітня росіяни позбавили жителів окупованої громади і селища зокрема без світла та зв'язку. Люди не могли дізнаватися аніяких новин — окупанти розповсюджували їх у газеті «Харьков Z» та в однойменній радіостанції, де були явно відверті антиукраїнські та антизахідні кремлівські наративи. Через відсутність електрики жителі користувалися генераторами, і то вони були не у всіх. У травні-червні окупаційні війська проводили електропостачання з Білгорода до Куп'янська, а потім — з нього і до окупованих населених пунктів.
О 16:10 10 червня електропостачання було «повернуто». Сигнал українських телеканалів зник, а Українське радіо можна було слухати лише у AM-частотах (на FM-частотах транслювалися лише російські радіостанції). Тим часом розповсюджувалася російська пропаганда. Незгодних жорстоко карали або у нині закритому маслозаводі, або у Вовчанському агрегатному заводі. Ширився колабораціонізм. На території амбулаторії, яка знаходиться навпроти школи через Мазьминський ставок, влаштували окупаційний штаб, на якому розвішувались прапори росії та так званої «ДНР», а на будівлі тамтешнього старостату — ще і прапор окупованих районів Харківської області.
У серпні окупанти встановили зв'язок з мобільним оператором «МирТелеком», картки якого неохоче купували місцеві жителі. Вартість однієї хвилини дзвінка на росію коштували 3 рублі, а в Україну — в 7 разів дорожче (20 рублів).
До місцевого ліцею окупанти завозили підручники з російською програмою та готували школярів до навчання за нею. Місцеву жительку поставили т. зв. «директоркою» незаконної «Державної бюджетної освітньої установи „Середня загальноосвітня школа селища Білий Колодязь“». У День знань 1 вересня окупанти подарували першоклясникам рюкзаки із символікою «Единой России».
Також росіяни, за даними СБУ, готували у окупованому селищі комісії з референдуму про входження окупованих територій Харківської області до складу росії (що означало анексію територій області). Але в ході Слобожанського контрнаступу 11 вересня окупанти втекли із селища, і 12 вересня ЗСУ зайшли до нього. Білий Колодязь було визволено. Окупацію, яка тривала 198 діб, було припинено. Розпочалося відновлення мирного життя: поступово відновлювалася робота місцевих органів влади, підприємств та установ, відновлювався сигнал українського телебачення і радіо (на FM-частотах), мобільний зв'язок.
5 жовтня з танків, мінометів, ствольної та реактивної артилерії було обстріляно Білий Колодязь.
Об 11:55 16 жовтня до жителів Вовчанська та Білого Колодязя повернулося електропостачання. Вже з кінця вересня відновили свою роботу деякі магазини, а з листопада запрацювало відділення Укрпошти («Нова пошта» запрацювала у серпні 2023 р.).
16 листопада з артилерії різних типів селище було обстріляно.
1 грудня місцевий ліцей дистанційно відновив навчальний процес.
13, 14, 18 і 27 січня 2023 р. селище зазнало мінометних та артилерійських обстрілів.

Близько 23:30 4 липня росіяни завдали ракетного удару по селищу. За даними ГУ ДСНС Харківщини, РФ влучила у законсервований цукровий завод:
|                     | Внаслідок обстрілу зруйновано дах, стіни та конструктивні елементи виробничої будівлі, горіло трансформаторне мастило на площі 50 м². На місці події працювали вогнеборці 66-го ДПРП, котрим вдалось загасити вогонь о 00:20. |
| — повідомлення ДСНС | |

За даними Генштабу, армія РФ вдарила по селищу ракетою. У зведенні керівника ОВА Олега Синєгубова йдеться про те, що це, ймовірно, була С-300:
|                | Отримали вибухові травми чоловіки 45 та 37 років, госпіталізовані у середньому стані тяжкості. |
| — зведення ОВА |                                                                                                |

 Також росіяни вдарили по селищу близько 4 ранку 5 липня. Пошкоджено багатоквартирний будинок та автомобіль. Інформація щодо поранених не надходила.

Близько 11:00 15 лютого 2024 року росіяни завдали нового ракетного удару по селищу. За даними ГУНП Харківщини, РФ влучила у приватний будинок: пошкоджено вікна, ворота та паркан. За попередніми даними, обстріл здійснювався із ЗРК С-300: 
|                                             | Це – селище Білий Колодязь, Вовчанський район. Вирва просто посеред вулиці, навколо – звичайні українські хати. Дивом обійшлось без постраждалих. Принаймні поки що маємо таку інформацію |
| — начальник ГУНП Харківщини Сергій Болвінов | |

 Інформація щодо поранених не надходила.
25 лютого 2025 року селище було обстріляно російськими військами реактивною артилерією, а також було за допомогою російського FPV-дрона було уражено автівку, яка їхала по Білому Колодязю. В результаті цієї атаки автівка згоріла разом з 62-х річним чоловіком, який в ній перебував. Ще один пасажир автомобіля отримав поранення.

## Економіка
У селищі діють:
- машинно-тракторні майстерні;
- цукровий завод (ТОВ «СП „Білий Колодязь“», з 2019 р. законсервовано);
- комбікормовий завод;
- фермерське господарство «ДЕМЕТРА»;
- ДП «Білоколодязький елеватор» (є дочірнім підприємством ДАК «Хліб України»);
- відділ прикордонної служби «Білий Колодязь»;

## Релігія
У Білому Колодязі діє церква Іверської Ікони Божої Матері московського патріархату.

## Відомі особистості

### Народилися
- Веретенченко Олекса (псевдонім Олекса Розмай, 1918—1993) — український поет, перекладач, журналіст;
- Кравченко Олександр Іванович — радянський військовик часів Другої світової війни. Герой Радянського Союзу;
- Котик Валентина Петрівна — українська футболістка та футбольна тренерка;
- Статинов Анатолій Сергійович — міністр торгівлі Української РСР;
- Токаренко Михайло Кузьмич (1919—1984) — генерал-майор авіації, Герой Радянського Союзу;
- Яковлєв Василь Данилович (1909—1980) — радянський воєначальник, віце-адмірал.

### Похований
- Блінов Микита Павлович (1914—1942) — майстер танкового бою, Герой Радянського Союзу.

## Галерея

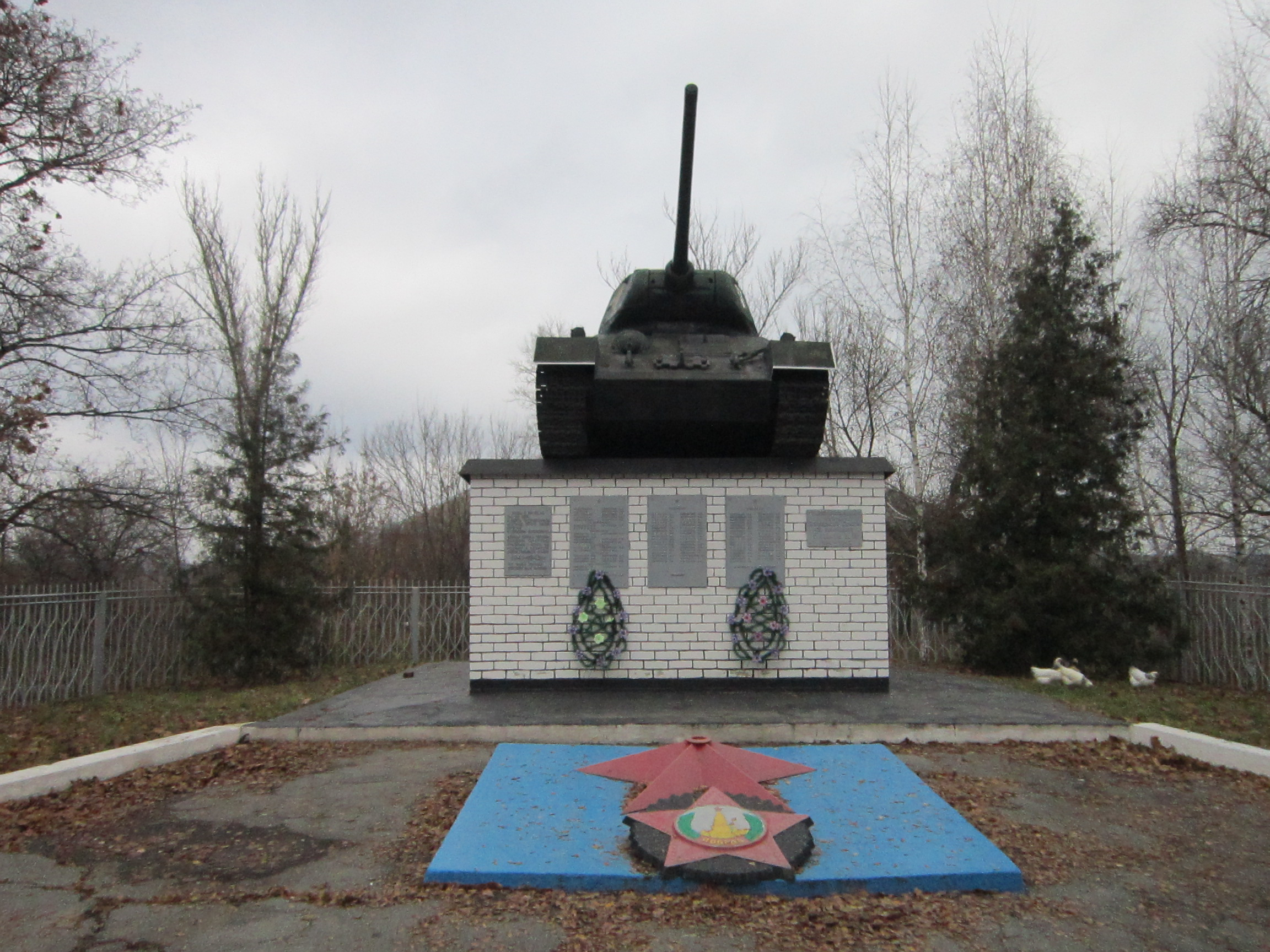
Братська могила радянських воїнів
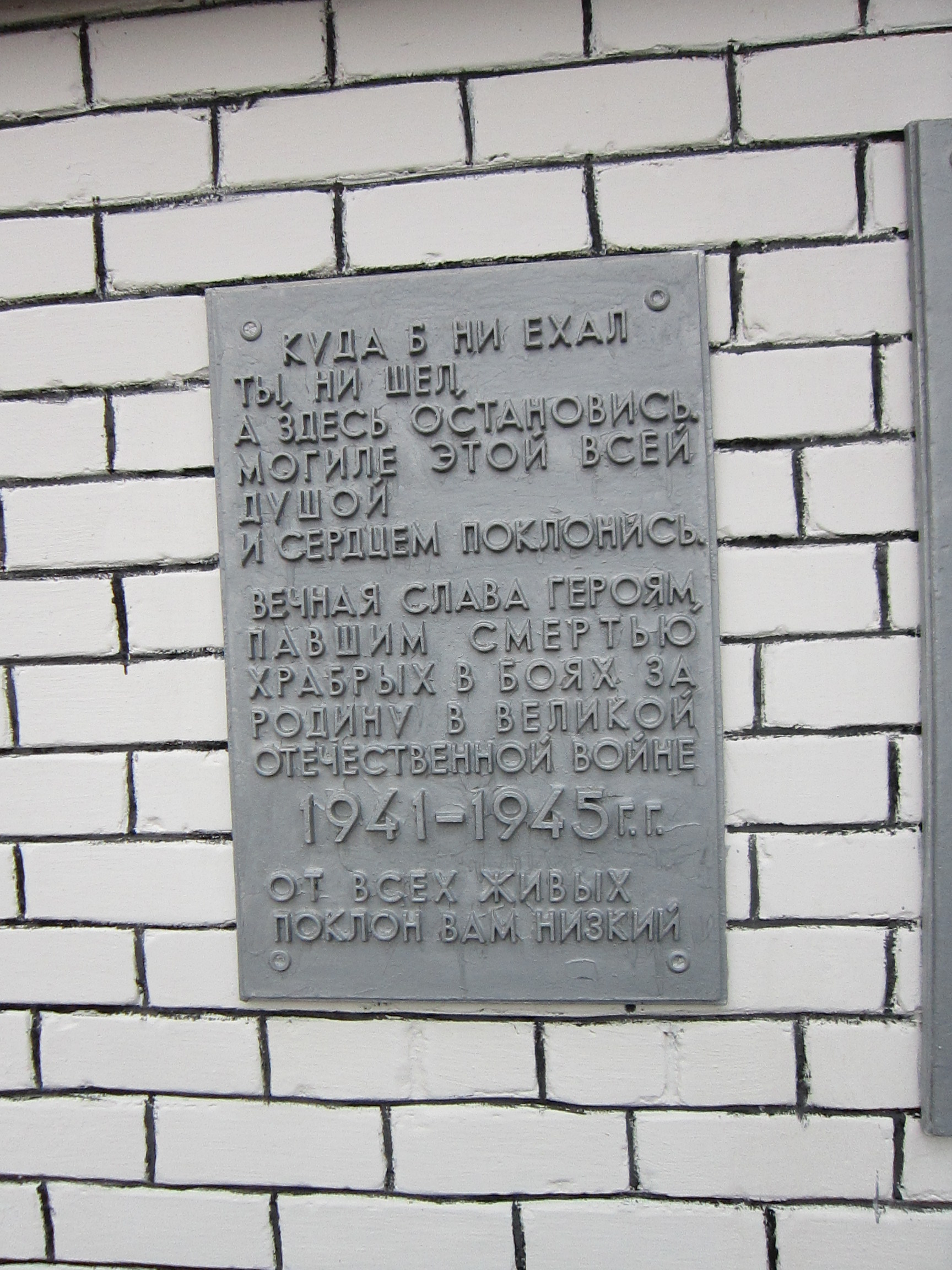
Епітафія
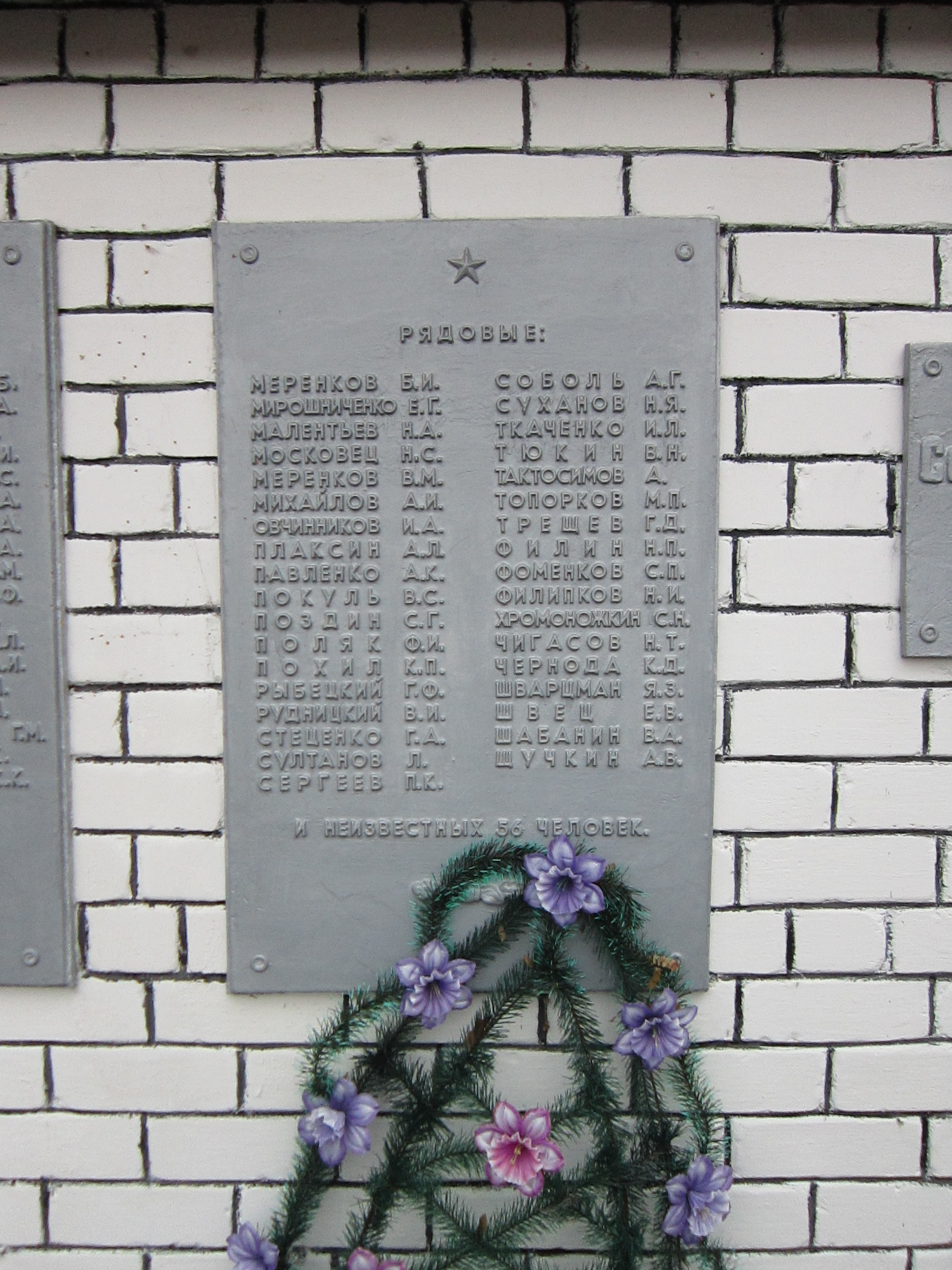
Список похованих
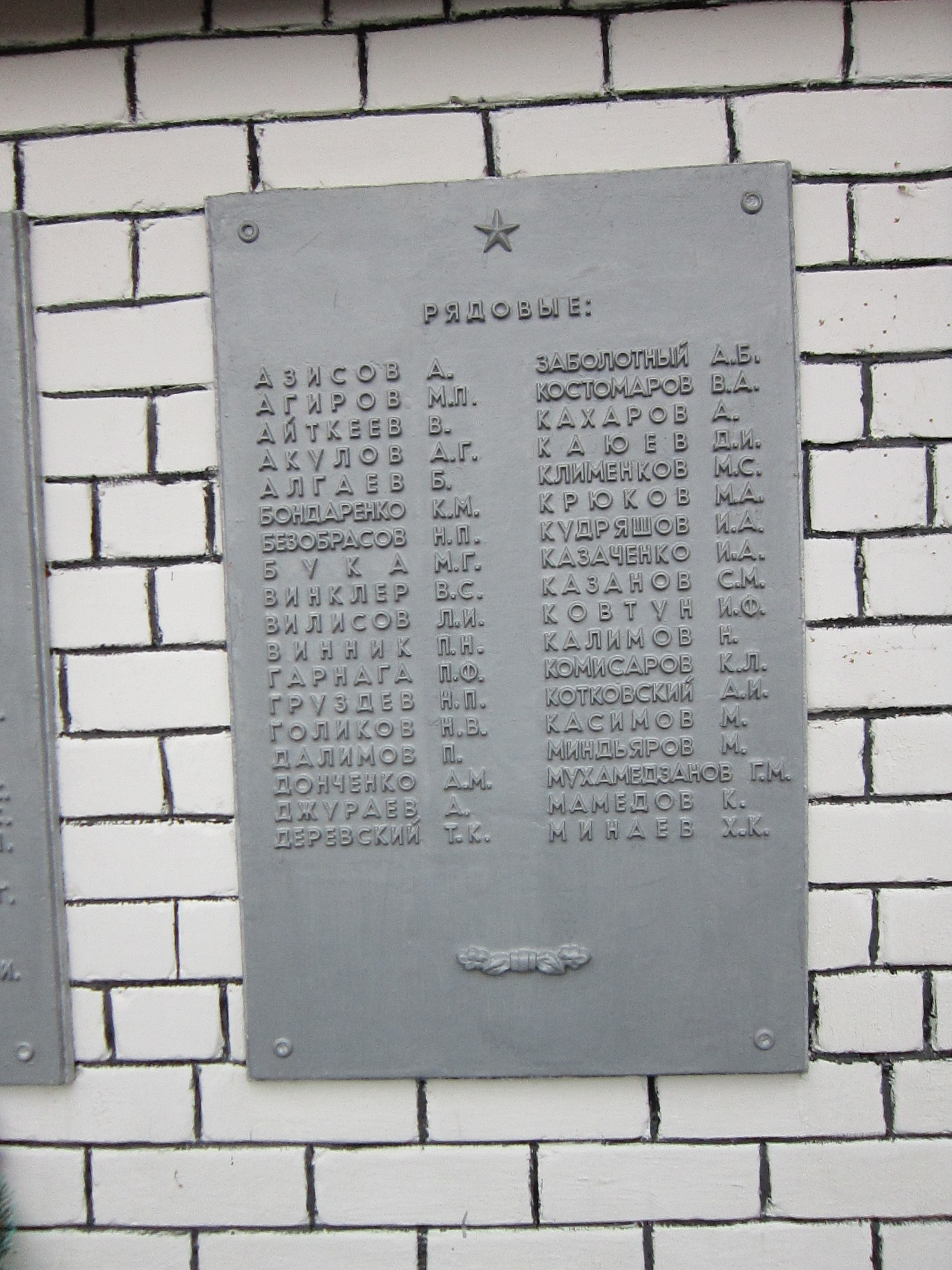
Список похованих
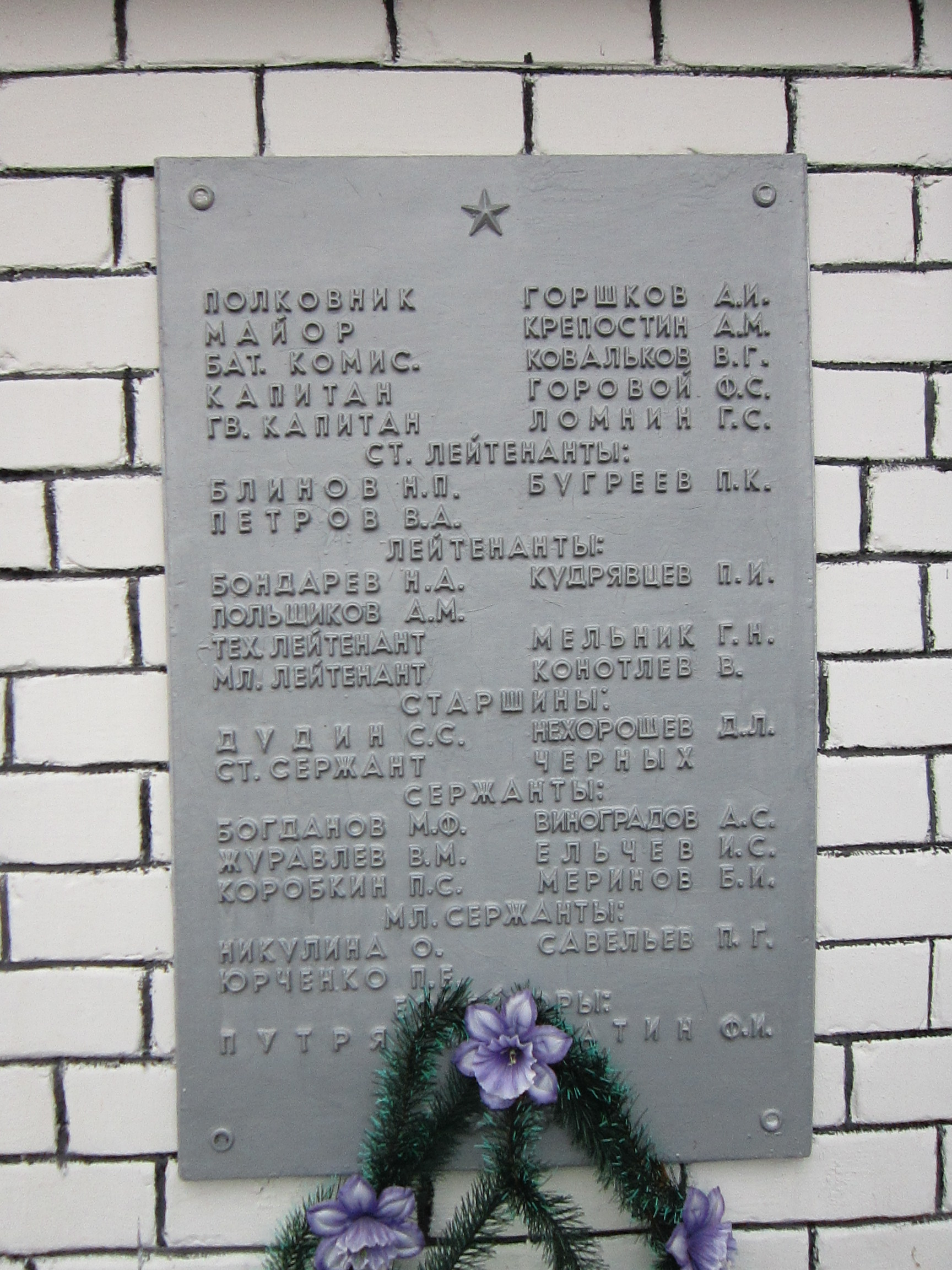
Список похованих
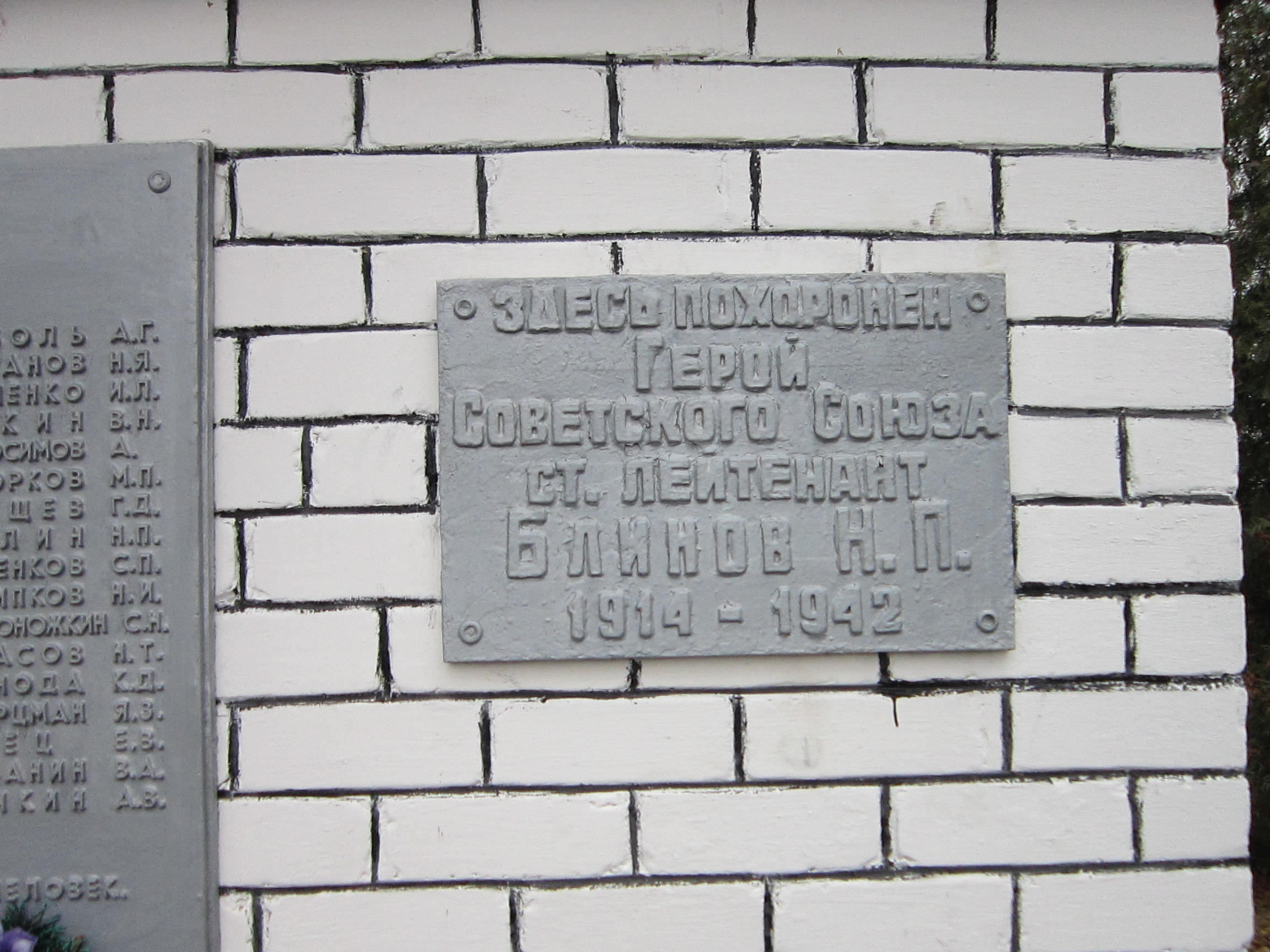
Могила М.П. Блінова